# Харитонов, Михаил (атаман)
Михаил Харитонов (погиб в конце 1670) — донской казак, один из руководителей казацко-крестьянского восстания под предводительством Степана Разина.

## Биография
Один из ближайших сподвижников донского атамана Степана Тимофеевича Разина. в сентябре 1670 года М. Харитонов был отправлен С. Т. Разиным из-под осажденного Симбирска в междуречье Волги и Оки, чтобы поднять там крестьянское восстание.
Во главе небольшого отряда Михаил Харитонов выступил в поход по Симбирской укрепленной черте. Увеличивая ряды повстанцев за счет окрестных крестьян, М. Харитонов быстро занял крепости и остроги: Юшанск, Тагай, Усть-Урень, Карсун и Сурский острог. К началу сентября 1670 года под его командованием насчитывалось уже несколько сотен человек. Отряды М. Харитонова стали контролировать значительную территорию между Сурой и Волгой. Под власть повстанцев перешли города Атемар, Инсар, Саранск и Пенза. Всюду М. Харитонов вводил казацко-крестьянское самоуправление, уничтожая власть царских воевод. Его отряды заняли Наровчат, Верхний и Нижний Ломовы, появляются под Алатырем, действуют в Кадомском и Керенском уездах. Вместе с русскими крестьянами выступают мордва, татары, марийцы и другие народности.
Михаил Харитонов поддерживал тесную связь с самим Степаном Разиным и старался координировать действия с действиями атаманов других повстанческих отрядов. В окрестностях Пензы он соединился с силами В. Фёдорова, в Кадомском уезде Харитонов и Фёдоров действовали совместно с отрядами атаманов М. Чирка и В. Шилова.
В месте концентрации своих главных силы М. Харитонов соблюдал все меры предосторожности, чтобы не дать царским воеводам застать повстанцев врасплох. В лесу близ деревень Зарубкино, Алданово и Керенска , где находился повстанческий лагерь, Харитонов приказал сделать три большие засеки и поставил караулы.
На подавление восстания на Симбирской черте выступил полковой воевода, князь Юрий Никитич Барятинский, во главе отборной рати. Ю. Барятинский занял почти весь Саранский уезд. В нескольких боях разинский атаман Михаил Харитонов потерпел поражение и с остатками своих сил (не более 100 чел.) отступил.
В последний раз Михаил Харитонов упоминается в первой половине декабря 1670 года, когда он был в очередной раз разбит князем Ю. Н. Барятинским и отступил к Пензе. По неточным данным, в одном из боёв под Арзамасом атаман М. Харитонов был взял в плен и казнен по приказу главного воеводы, князя Ю. А. Долгорукова.